# Protomelas pleurotaenia
Protomelas pleurotaenia är en fiskart som först beskrevs av Boulenger, 1901.  Protomelas pleurotaenia ingår i släktet Protomelas och familjen Cichlidae. IUCN kategoriserar arten globalt som livskraftig. Inga underarter finns listade i Catalogue of Life.